# TIE fighter
Uma TIE fighter é uma nave espacial militar fictícia no universo da franquia Star Wars. Impulsionado por propulsores de íons gêmeos, TIE fighters são naves espaciais de guerra rápidas e ágeis porém frágeis utilizadas pelo Império Galáctico. TIE fighters e outras espaçonaves de propulsores de íons gêmeos aparecem nos filmes de Star Wars e em programas de televisão.

## Design
O design original que deu origem ao TIE fighter foi criado por Colin Cantwell, que também criou outros veículos do universo Star Wars como o X-Wing. O trabalho original foi aprimorado por Joe Johnston. O próprio Cantwell afirmou que deveriam ser imediatamente identificadas como as naves dos vilões durante uma batalha e que suas funções como decolagem e pouso deveriam ser misteriosas, apenas apareceriam. Inicialmente a cor escolhida por George Lucas para estes veículos era o roxo, mas esta cor foi abandonada e substituída por de tons de cinza após alguns testes de composição.
O som característico desta nave foi produzido por Ben Burtt misturando os sons do barrir de elefantes e do pneu de automóveis sobre o pavimento molhado. Joe Johnston comentou que a inspiração teriam sido os bombardeiros de mergulho da Segunda Guerra Mundial que carregavam sirenes cujo único propósito era criar um ruído que causasse terror nas pessoas.
O design do TIE fighter influenciou o design do Jedi starfighter mostrado no filme A Vingança dos Sith, que é uma mistura do visto no filme anterior, Ataque dos Clones, e o TIE fighter do filme A Nova Esperança.
Para o filme Star Wars: O Despertar da Força, o artista Doug Chiang decidiu manter a forma clássica do TIE fighter, pensando que teriam ocorrido melhorias no processo de manufatura alterando os materiais utilizados. Este trabalho teve a participação de um designer brasileiro.

## Forma
No universo ficcional de Star Wars os TIE fighter e suas variantes são desenvolvidos e fabricados pela Sienar Fleet Systems. O TIE fighter é uma nave com um pequeno cockpit cercado por dois painéis solares e impulsionado por propulsores de íons gêmeos responsáveis pelo ruído característico. São armados com dois canhões laser e possuem alcance limitado por não serem equipados com um hyperdrive, limitando a atuação a proximidade de locais de lançamento.
Geralmente é dito que não possui um assento ejetor mas o jogo de simulação de 1995 mostra que era possível equipá-los com um e os TIE fighter da Primeira Ordem não apenas eram equipados como estavam disponíveis para o piloto e também para o co-piloto como no que foi roubado por Finn e Poe Dameron no filme O Despertar da Força.

## Variações
Além do TIE fighter existem outros veículos TIE que aparecem nos filmes. No filme Uma Nova Esperança o personagem Darth Vader defende a primeira Estrela da Morte com um modelo TIE Advanced x1. Já no filme O Império Contra-Ataca é apresentado o TIE bomber durante a perseguição da Millennium Falcon no campo de asteroides. Foi a primeira variante do TIE fighter além do utilizado por Darth Vader.
Na batalha de Endor retratada no filme Retorno de Jedi o Império utilizou os TIE interceptor, mais velozes e manobráveis para defender a segunda Estrela da Morte.  O filme Rogue One introduz o TIE striker como um veículo de defesa de bases imperiais que atua em ambientes com atmosfera.
O filme Os Últimos Jedi apresentou o TIE silencer, veículo usado pelo personagem Kylo Ren que é equipado com lançadores de mísseis e canhões laser. É inspirado no TIE interceptor e no TIE advanced.

## Cultura popular
Como um dos símbolos da franquia Star Wars, os TIE fighters atraem fãs que consomem vários brinquedos e réplicas deles. Também há um simulador de voo destas naves. Além disso, foi produzida uma animação independente que mostra o ponto de vista de um piloto de um TIE fighter do Império Galático.
Fãs chegaram a construir miniaturas utilizando apenas materiais obtidos nos produtos da rede Starbucks. Um grupo fãs da Alemanha denominado Project X1 já construiu réplicas do TIE Advanced x1 em escala 2:1 e do modelo X4 com mais de 6 metros de altura.